# Zolote
Zolote (en ukrainien : Золоте) ou Zolotoïe (en russe : Золотое), littéralement « doré », est une ville minière de l'oblast de Louhansk, en Ukraine, dans le raïon de Popasna. Sa population s'élevait à 14 138 habitants en 2016. Elle fait partie de la république populaire de Lougansk en juin 2022.

## Géographie
Zolote se trouve à 64 km au nord-ouest de Louhansk, en Ukraine. Elle est établie sur la rivière Komychouvakha, affluente de la rivière Louhan, qui appartient au bassin hydrographique du Donets, puis du fleuve Don.

## Administration
La ville de Zolote fait partie de la municipalité de Pervomaïsk qui comprend également les villes de Pervomaïsk et Hirske, ainsi que les communes urbaines de Hyjne et Tochkivka.

## Histoire
Zolote (ce qui signifie « d'or ») fut créée en 1868 dans une région où des mines de charbon étaient exploitées depuis 1860. La mine « Zolote » était exploitée au XIXe siècle par des capitaux belges et français. Par la suite, les mines « Karbonit » et « Pervomaïska » furent ouvertes, ainsi qu'une usine de préparation du charbon. Zolote devient ville en 1938. La ville est occupée par l'armée allemande le 12 juillet 1942, et libérée le 3 septembre 1943 par la 3e armée de la Garde de l'Armée rouge et en particulier par la 259e division de fusiliers au cours de l'opération Donbass du front du Sud-Ouest.
Au cours des années 1990, la ville a fortement décliné, perdant près du quart de sa population. À Zolote se trouve l'église Saint-Nicolas, qui fut longtemps la seule de la région.
Depuis la guerre du Donbass, commencée en 2014, la ville se trouve près de la ligne de front dans le territoire contrôlé par l'armée ukrainienne. Des combats ont lieu entre les miliciens prorusses et les militaires ukrainiens à proximité de Zolote. Le 7 octobre 2014, à la suite du redécoupage administratif des raïons des oblasts de Donetsk et Lougansk prenant compte de l'occupation de certains municipalités par les milices prorusses, les villes de Hirske et de Zolote ainsi que les communes urbaines de Nyjnie et Tochkivka ont été transférées du raïon de Pervomaïsk au raïon de Popasna.
La plupart des habitants ont quitté la ville composée de cinq quartiers (ceux de Zolote 1 à Zolote 4 sont aux mains des Ukrainiens et Zolote 5 est sous l'administration de la république populaire de Lougansk). Son territoire est donc sur la ligne de front. Le 29 octobre 2019, trois jours après la visite du président ukrainien Volodymyr Zelensky dans la ville désertée et le lancement de fusées éclairantes des deux côtés du conflit, une opération de déploiement des troupes ukrainiennes commence. Début février 2022, des tirs d'artillerie sont réalisés dans la zone. Les combats s'intensifient à la fin du mois d'avril 2022 au cours de l'invasion de l'Ukraine par la Russie. Le 24 Juin 2022, la ville est reprise à nouveau par les forces armées de la RPL lors de la bataille de Tochkivka.

## Population
| 1939    | 1959    | 1970    | 1979    | 1989    | 2001    |
| ------- | ------- | ------- | ------- | ------- | ------- |
| 13 079* | 27 592* | 25 846* | 25 199* | 22 892* | 17 816* |

| 2011   | 2012   | 2013   | 2014   | 2015   | 2016   |
| ------ | ------ | ------ | ------ | ------ | ------ |
| 14 974 | 14 745 | 14 572 | 14 376 | 14 261 | 14 138 |

## Économie
L'extraction du charbon est la principale activité de Zolote. Elle est réalisée par la société Pervomaïskouhillia (en ukrainien : Первомайськвугілля), de Pervomaïsk qui exploite six mines au total.